# 宮代町総合運動公園

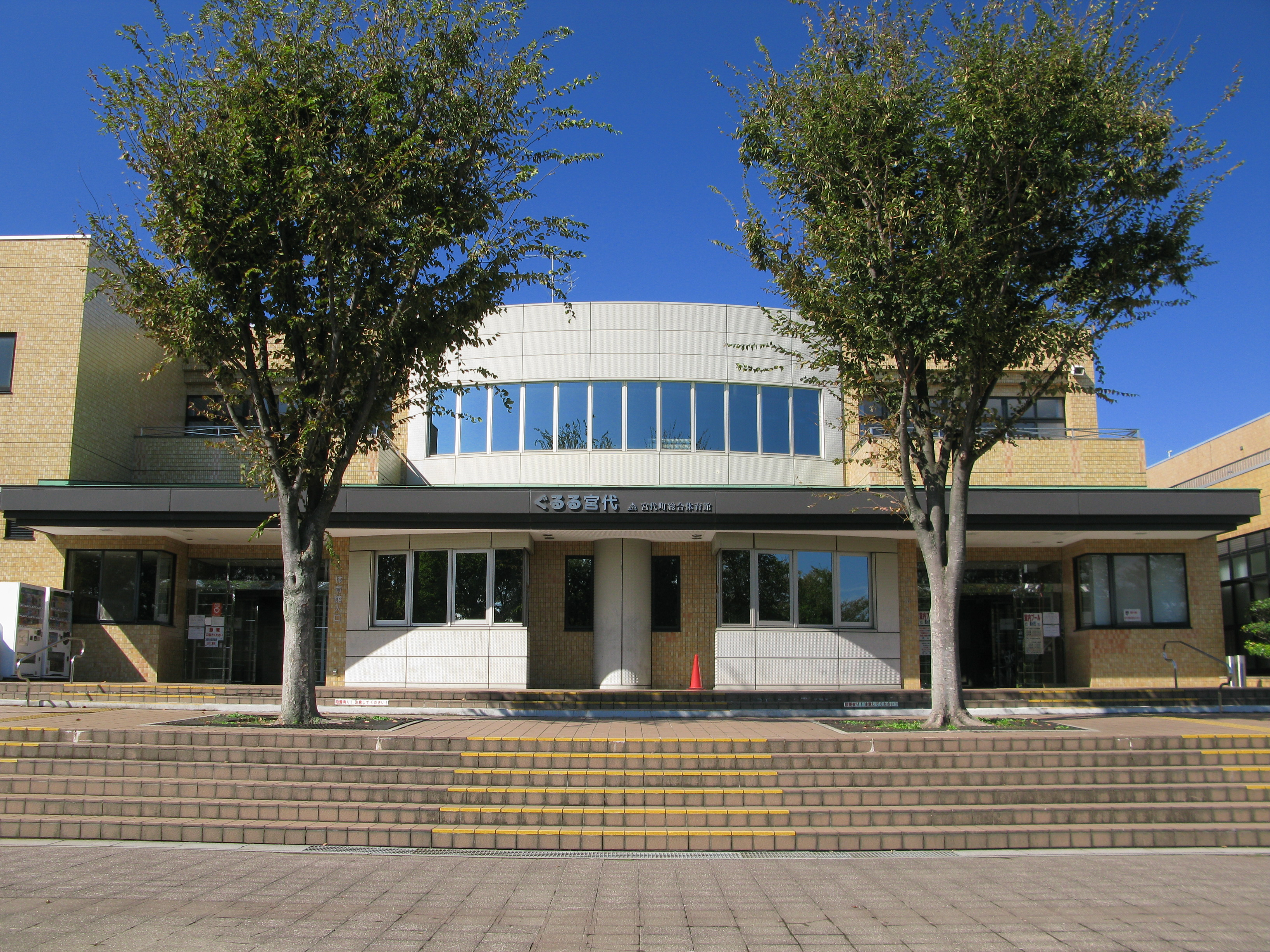
宮代町総合体育館「ぐるる宮代」

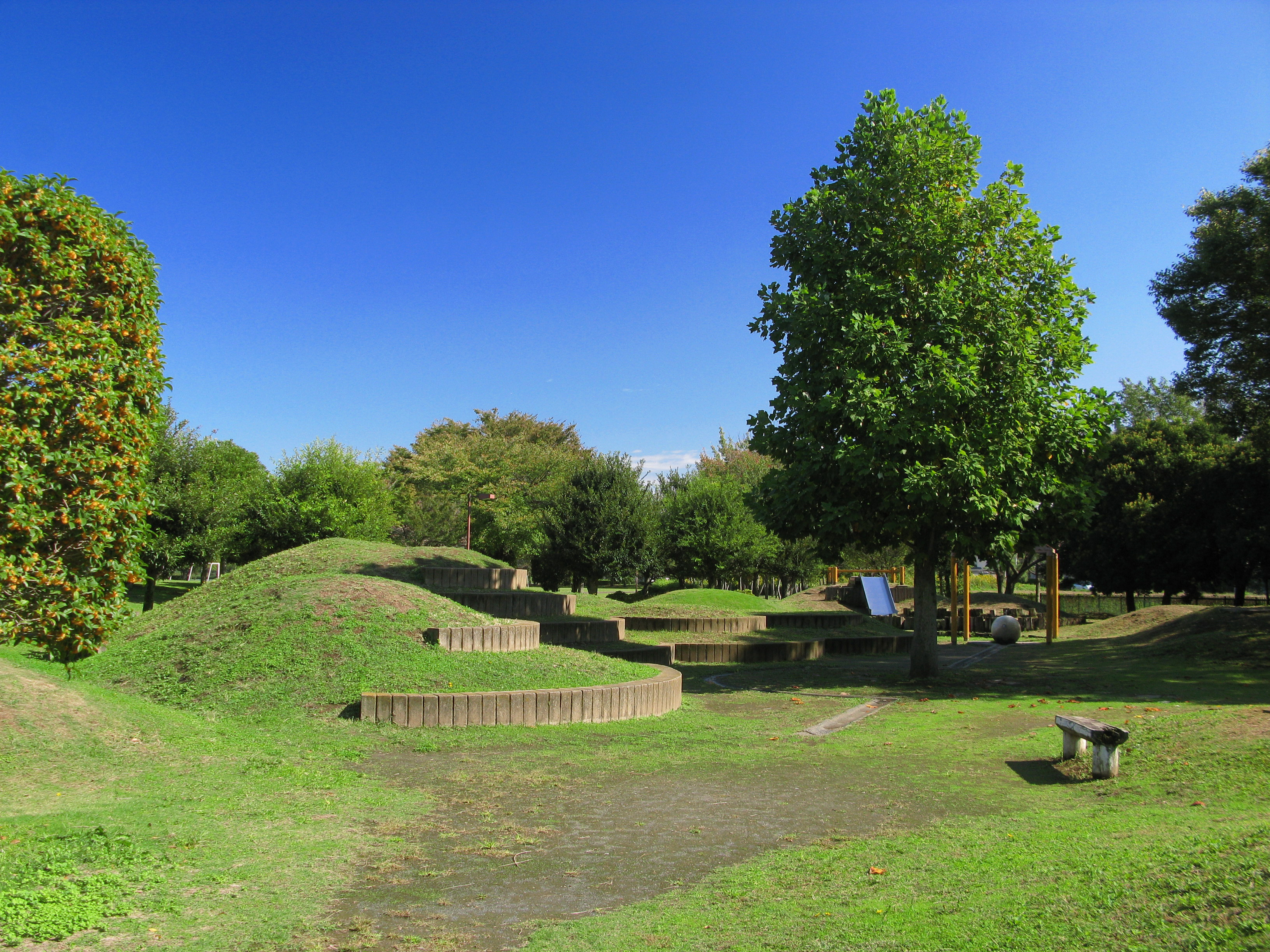
園内

宮代町総合運動公園（みやしろまち そうごううんどうこうえん）は、埼玉県南埼玉郡宮代町（須賀地区）にある南埼玉郡宮代町が設立・運営する公共の運動公園である。

## 概要
この宮代町総合運動公園は愛称として「ぐるる宮代（ぐるる みやしろ）」とも称されている。1988年11月に多目的広場およびソフトボール場が開設され、1989年4月にテニスコートおよび野球場が開設、同年10月に遊具広場が開設、1994年4月に体育館が開設、1995年6月にプールが開設となり、これをもって総合運動公園の全工事が終了となった。町民のスポーツ活動の拠点として利用されている。
2008年4月よりミズノが指定管理者となり施設運営が行われている。2010年度の利用者は、17万人を超える。

## 施設
- メインアリーナ
  - バスケット
  - フットサル
  - バレーボール
  - バドミントン
  - 卓球台
- サブアリーナ
  - バレーボール
  - バドミントン
  - 卓球台
- 柔道場
- 剣道場
- 弓道場
- 研修室
- 会議室
- トレーニング室
- 野球場
- ソフトボール場
- 多目的広場
- テニスコート
- 室内プール

## 所在地
- 〒345-0836
- 埼玉県南埼玉郡宮代町大字和戸1834[4]

## アクセス

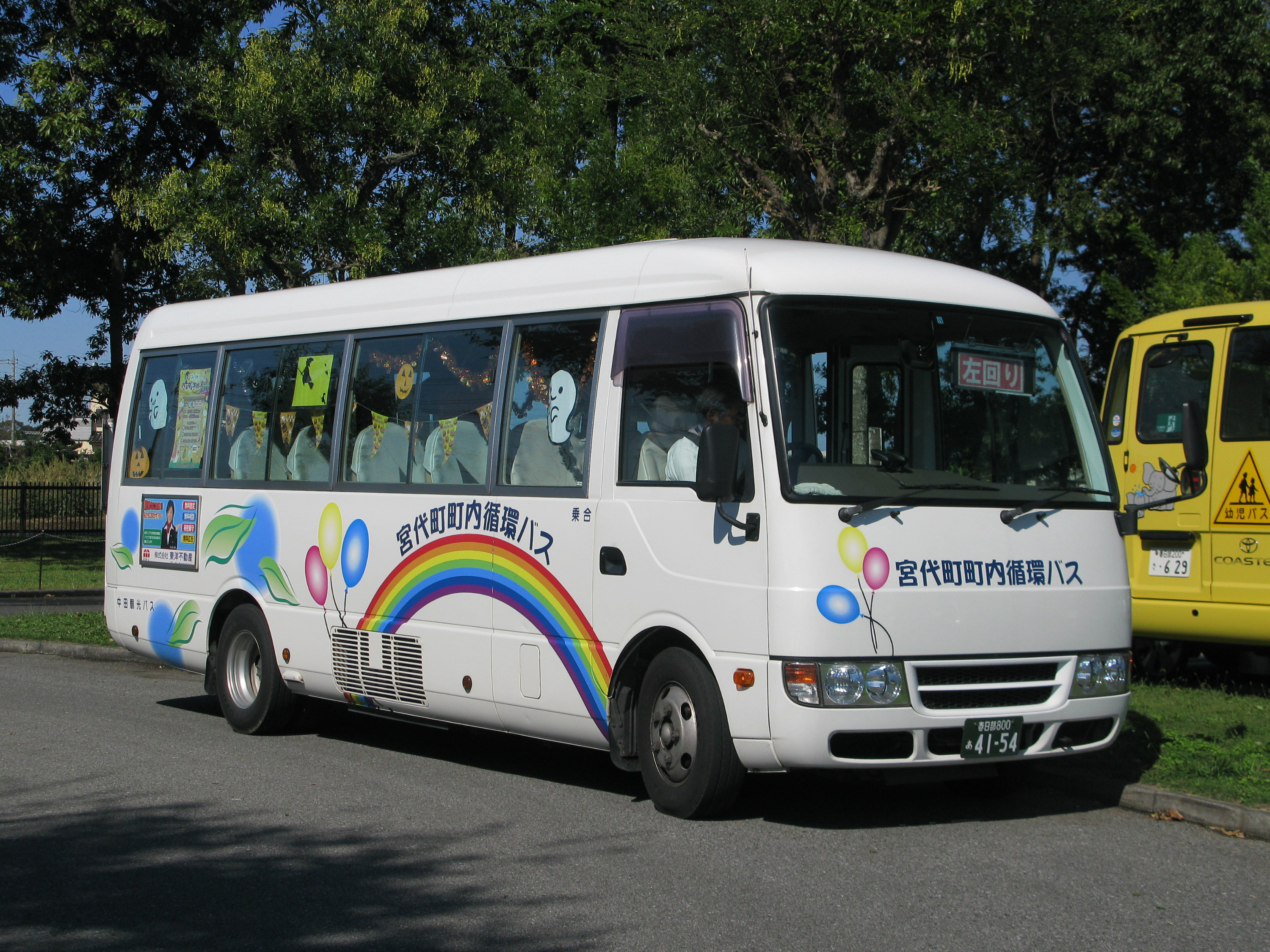
宮代町町内循環バス

- 和戸駅にて町内循環バスのりばより、「赤コース 左回り」に乗車、「ぐるる宮代」バス停にて下車、すぐ。
- 和戸駅にて町内循環バスのりばより、「青コース 左回り」に乗車、「ぐるる宮代」バス停にて下車、すぐ。（町内循環バス　宮代町ホームページ）
- 久喜駅東口にて久喜市内循環バスのりばより、「東循環」に乗車、「沖ノ後」または「国納」（乗車約10分）バス停にて下車、東方へ距離約500m。[5]
- 久喜駅西口にて久喜市内循環バスのりばより、「東西連絡 東行き」に乗車、「沖ノ後」または「国納」（乗車約25分）バス停にて下車、東方へ距離約500m。（市内循環バス　久喜市ホームページ）